# Die Venus von Montmartre
Die Venus von Montmartre è un film muto del 1925 diretto da Frederic Zelnik.

## Produzione
Il film fu prodotto dalla Zelnik-Mara-Film GmbH (Berlin).

## Distribuzione
Distribuito dalla Phoebus-Film AG (Berlin), uscì nelle sale cinematografiche tedesche il 3 marzo 1925. In Francia, il film fu distribuito dalla Monat Film.